# Агама мінлива
Агама мінлива (Trapelus mutabilis) — представник роду рівнинних агам з родини агамових. Має 1 підвид — Trapelus mutabilis poppeki.

## Опис
Загальна довжина 17—18 см. Голова коротка, широка, трохи пласка. Тулуб спложений. Хвіст дещо менше за тулуб. Кінцівки добре розвинені. Луска дрібна, зі слабо вираженими кілями, на потилиці розташовано рядки загострених шипиків. Луска на спині різнорідна, відрізняються формою та розмірами. Забарвлення сірувате або світло-коричневе зі симетричним малюнком з великих темних плям на спині. У дорослих самців плями зазвичай темно-коричневі, у самок - рудуваті. Черево світліше за спину. Горло має мармуровий малюнок, забарвлюється в інтенсивний синій колір у самців.

## Спосіб життя
Полюбляє посушливі кам'янисті місцини, пустелі. Ховається серед каміння та у тріщинах або ущелинах. Харчується комахами та дрібними безхребетними.
Це яйцекладна ящірка. Самиця відкладає від 4 до 8 яєць. 

## Розповсюдження
Мешкає від Мавританії та Західної Сахари на заході через Марокко, північ Малі, Алжир, Лівію, північний Судан до Єгипту, також зустрічається на Аравійському півострові та в Ізраїлі. 